# Zugliano
Zugliano är en ort och kommun i provinsen Vicenza i regionen Veneto i Italien. Kommunen hade 6 753 invånare (2018).